# Volero Zürich
Il Volero Zürich è una società pallavolistica femminile svizzera, con sede a Zurigo: milita nel massimo campionato svizzero di Lega Nazionale A.

## Storia
Il Volleyballclub Voléro Zürich viene fondato nel 2003, come sezione pallavolistica femminile della omonima società, già attiva nella pallavolo maschile dal 1973. Iscritta alla serie cadetta del campionato svizzero, la Lega Nazionale B, centra dopo una sola stagione l'approdo in massima serie, debuttando nella Lega Nazionale A nella stagione 2004-05, durante la quale si aggiudica immediatamente la Coppa di Svizzera e lo scudetto. Nella stagione seguente arriva il debutto in una competizione europea col la partecipazione alla Top Teams Cup, in cui le bianco-rosse raggiungono i quarti di finale, mentre in ambito nazionale il club si conferma vincitore sia in campionato che in coppa nazionale.
Nelle due annate seguenti il club continua a dominare la scena locale, trionfando altre due volte sia in campionato che in Coppa di Svizzera, oltre che aggiudicandosi per la prima volta la Supercoppa svizzera; in ambito europeo invece la bianco-rosse prendono parte per la prima volta alla Champions League, venendo anche designate come squadra organizzatrice della Final Four svoltasi allo Hallenstadion e chiusa al quarto posto. Nell'edizione seguente invece il cammino si interrompe ai play-off a 6.
Nel campionato 2008-09 la squadra cede per la prima volta lo scettro nelle competizioni nazionali, per poi rifarsi a partire dal campionato seguente nel quale torna ad aggiudicarsi tutti e tre i titoli nazionali, ripetendosi poi anche nel campionato 2010-11. Dopo aver preso parte con non esaltanti risultati sia alla Coppa CEV che alla Challenge Cup, le bianco-rosse disputano per la terza volta la Champions League, fermandosi nuovamente ai play-off a 6.
Nell'estate del 2011 la squadra di pallavolo femminile diventa indipendente rispetto al resto del club, cambiando così denominazione in Volero Zürich e cambiando anche i colori sociali nel viola e bianco. Nonostante i cambiamenti il club consolida la propria egemonia in terra elvetica, centrando per la terza stagione consecutiva la vittoria di campionato, coppa e supercoppa nazionale; in Champions League la squadra invece non va oltre gli ottavi di finale. Tra il 2013 e il 2015, inoltre, il club ospita tre edizione del campionato mondiale per club, classificandosi in due occasioni in quarta posizione e ottenendo un terzo posto.
Nel 2018, dopo aver continuato a dominare in ambito nazionale, la prima squadra del club si fonde con la formazione francese del Le Cannet, dando vita al Volero Le Cannet: abbandona quindi la Lega Nazionale A, ripartendo dalla terza divisione del campionato svizzero, in cui è già attiva la seconda squadra del club. Nel 2020, grazie alla collaborazione con lo Züri Unterland, da cui ottiene i diritti di partecipazione, il Volero Zürich approda in Lega Nazionale B, disputando i propri incontri casalinghi a Kloten. Dopo aver mancato il ritorno in massima serie nel 2021, a causa del blocco delle promozioni e delle retrocessioni nei campionati svizzeri dovuto alla pandemia di COVID-19, un anno dopo vince nuovamente tutte le gare in serie cadetta, ritornando in Lega Nazionale A; sempre nel 2022, pur militando ancora in divisione cadetta, si aggiudica la Coppa di Svizzera, sconfiggendo le più quotate formazioni di massima serie.

## Rosa 2017-2018
| N° | Nome                 | Ruolo | Data di nascita   | Nazionalità sportiva |
| -- | -------------------- | ----- | ----------------- | -------------------- |
| 1  | Angelina Lazarenko   | C     | 13 aprile 1998    | Russia               |
| 2  | Tiiamari Sievänen    | L     | 19 luglio 1994    | Finlandia            |
| 3  | Ljubica Milojević    | C     | 13 febbraio 1999  | Serbia               |
| 4  | Samara de Almeida    | S     | 16 luglio 1992    | Brasile              |
| 5  | Gergana Dimitrova    | S     | 28 febbraio 1996  | Bulgaria             |
| 6  | Gaby Schottroff      | C     | 8 febbraio 1997   | Svizzera             |
| 7  | Ana Antonijević      | P     | 26 agosto 1987    | Serbia               |
| 8  | Silvija Popović      | L     | 15 marzo 1986     | Serbia               |
| 9  | Liset Herrera        | C     | 6 dicembre 1998   | Cuba                 |
| 10 | Ana Bjelica          | S/O   | 3 aprile 1992     | Serbia               |
| 11 | Mira Todorova        | C     | 12 aprile 1994    | Bulgaria             |
| 12 | Rosir Calderón       | S     | 28 dicembre 1984  | Cuba                 |
| 13 | Anastasija Kornienko | P     | 9 settembre 1992  | Russia               |
| 14 | Julie Lengweiler     | S/O   | 6 novembre 1998   | Svizzera             |
| 17 | Laura Unternährer    | S     | 11 luglio 1993    | Svizzera             |
| 18 | Alexandra Lazić      | S     | 24 settembre 1994 | Svezia               |
| 20 | Nancy Carrillo       | C/O   | 11 gennaio 1986   | Cuba                 |

## Palmarès
- Campionato svizzero: 13

2004-05, 2005-06, 2006-07, 2007-08, 2009-10, 2010-11, 2011-12, 2012-13, 2013-14, 2014-15,
2015-16, 2016-17, 2017-18
- Coppa di Svizzera: 14

2004-05, 2005-06, 2006-07, 2007-08, 2009-10, 2010-11, 2011-12, 2012-13, 2013-14, 2014-15,
2015-16, 2016-17, 2017-18, 2021-22
- Supercoppa svizzera: 6

2006, 2009, 2010, 2011, 2016, 2017

## Denominazioni precedenti
- 2004-2011: Volleyballclub Voléro Zürich